# Szabó Vilmos (festő)
Szabó Vilmos (Sáromberke, 1942. szeptember 15. – Zilah, 2009. április 6.) erdélyi magyar festő és művészeti író.

## Életútja, munkássága
A marosvásárhelyi Képzőművészeti Líceumban végzett (1964), majd főiskolai diplomát szerzett a kolozsvári Ion Andreescu Képzőművészeti Főiskolán (1975). Zilahon tanított.
Első írása, egy képzőművészeti kritika Incze Ferenc munkásságáról a Korunkban jelent meg 1974-ben. Cikkeit a Művelődés, a Romániai Magyar Szó, s az 1990-ben újrainduló Szilágyság című lapok közölték.
Szűkebb pátriájában elsősorban festőként ismerték: egyéni kiállításai voltak Marosvásárhelyen (1968, 1978, 1996), Kolozsváron (1975, 1995, 1997, 1998), Zilahon (1976-tól több alkalommal is), Budapesten (1991), Kazincbarcikán (1998); csoportos kiállításokon szerepelt a határokon túl többek között Keszthelyen (1990), Debrecenben (1992, 1995, 1996), Szentendrén (1992), Hatvanban (1999), a franciaországi Saint Michelben (1998), kisgrafikai kiállításon Tokióban (1998).
A Szilágysági magyarok című kötetben (Bukarest–Kolozsvár, 2002) összefoglaló tanulmánya jelent meg a Szilágyság képzőművészeti életéről.